# Persone di nome Yannick
| Questa pagina contiene informazioni ricavate automaticamente dalle voci biografiche con l'ausilio del template Bio e di un bot. L'aggiornamento è periodico e automatico e ricostruisce completamente la pagina. Se manca una persona in questa lista, sei pregato di non aggiungerla, ma accertati piuttosto che la sua voce biografica contenga il template Bio e che i dati anagrafici siano correttamente compilati. Se il template Bio manca, inseriscilo tu stesso o, in alternativa, metti l'avviso {{tmp\|Bio}} che ne segnala la mancanza. Se i dati riportati sono sbagliati, correggi direttamente la voce biografica; le modifiche saranno visibili in questa lista entro pochi giorni. Per chiarimenti vedi il progetto antroponimi. La lista contiene solo le 87 persone che sono citate nell'enciclopedia e per le quali è stato implementato correttamente il template Bio. Pagina aggiornata al 16 ott 2024. |

Questa è una lista di persone presenti nell'enciclopedia che hanno il prenome Yannick, suddivise per attività principale.

## Allenatori di calcio(2)
- Yannick Cahuzac, allenatore di calcio e ex calciatore francese (Ajaccio, n. 1985)
- Yannick Ferrera, allenatore di calcio e ex calciatore belga (Uccle, n. 1980)

## Allenatori di tennis(1)
- Yannick Noah, allenatore di tennis, ex tennista e cantante francese (Sedan, n. 1960)

## Attori(3)
- Yannick Bisson, attore canadese (Montréal, n. 1969)
- Yannick Renier, attore belga (Bruxelles, n. 1975)
- Yannick van de Velde, attore e doppiatore olandese (Utrecht, n. 1989)

## Attori pornografici(1)
- Ian Scott, attore pornografico francese (Conflans-Sainte-Honorine, n. 1973)

## Calciatori(34)
- Yannick Aguemon, calciatore beninese (Cotonou, n. 1992)
- Yannick Bapupa, ex calciatore congolese (Repubblica Democratica del Congo) (Kinshasa, n. 1982)
- Yannick Baret, ex calciatore francese (Rambervillers, n. 1972)
- Yannick Bastos, ex calciatore lussemburghese (Lussemburgo, n. 1993)
- Yannick Bellechasse, calciatore francese (Marigot, n. 1992)
- Yannick Bolasie, calciatore congolese (Repubblica Democratica del Congo) (Lione, n. 1989)
- Yannick Boli, calciatore francese (Saint-Maur-des-Fossés, n. 1988)
- Yannick Carrasco, calciatore belga (Ixelles, n. 1993)
- Yannick Cortie, calciatore olandese (Amsterdam, n. 1993)
- Yannick Djaló, ex calciatore guineense (Bissau, n. 1986)
- Yannick Fischer, ex calciatore francese (Sainte-Foy-la-Grande, n. 1974)
- Yannick Gerhardt, calciatore tedesco (Würselen, n. 1994)
- Yannick Arthur Gomis, calciatore senegalese (Dakar, n. 1992)
- Yannick Kakoko, ex calciatore tedesco (Saarbrücken, n. 1990)
- Yannick Kamanan, ex calciatore francese (Saint-Pol-sur-Mer, n. 1981)
- Yannick Le Saux, ex calciatore francese (Rennes, n. 1965)
- Yannick Leliendal, calciatore olandese (Amsterdam, n. 2002)
- Bangala Litombo, calciatore della Repubblica Democratica del Congo (Kinshasa, n. 1994)
- Yannick Makota, calciatore camerunese (Lione, n. 1992)
- Yannick Manoo, calciatore seychellese (n. 1991)
- Yannick M'Boné, calciatore camerunese (n. 1993)
- Yannick Mukunzi, calciatore ruandese (Kigali, n. 1995)
- Yannick N'Djeng, calciatore camerunese (Yaoundé, n. 1990)
- Yannick Pandor, calciatore comoriano (Marsiglia, n. 2001)
- Yannick Rott, ex calciatore francese (Schiltigheim, n. 1974)
- Yannick Sagbo, calciatore francese (Marsiglia, n. 1988)
- Yannick Salem, ex calciatore francese (Amiens, n. 1983)
- Yannick Schmid, calciatore svizzero (Lucerna, n. 1995)
- Yannick Stark, calciatore tedesco (Darmstadt, n. 1990)
- Yannick Stopyra, ex calciatore francese (Troyes, n. 1961)
- Yannick Thoelen, calciatore belga (n. 1990)
- Yannick Vero, calciatore francese (n. 1990)
- Yannick Yankam, calciatore maltese (Qormi, n. 1997)
- Yannick Zakri, calciatore ivoriano (Gagnoa, n. 1991)

## Cestiste(2)
- Yannick Souvré, ex cestista francese (Tolosa, n. 1969)
- Yannick Stephan, ex cestista francese (La Rochelle, n. 1939)

## Cestisti(10)
- Yannick Anzuluni, cestista della Repubblica Democratica del Congo (Kinshasa, n. 1988)
- Yannick Bokolo, ex cestista della Repubblica Democratica del Congo (Kinshasa, n. 1985)
- Yannick Desiron, cestista belga (Edegem, n. 1992)
- Yannick Driesen, ex cestista belga (Anversa, n. 1988)
- Yannick Franke, cestista olandese (Haarlem, n. 1996)
- Yannick Gagneur, ex cestista francese (Parigi, n. 1980)
- Yannick Kraag, cestista olandese (Amsterdam, n. 2002)
- Yannick Nzosa, cestista della Repubblica Democratica del Congo (Kinshasa, n. 2003)
- Yanni Wetzell, cestista neozelandese (Auckland, n. 1996)
- Yannick Zachée, ex cestista francese (Meulan-en-Yvelines, n. 1986)

## Ciclisti su strada(3)
- Yannick Eijssen, ex ciclista su strada belga (Lovanio, n. 1989)
- Yannick Martinez, ciclista su strada e ciclocrossista francese (Nevers, n. 1988)
- Yannick Talabardon, ex ciclista su strada francese (Parigi, n. 1981)

## Direttori d'orchestra(1)
- Yannick Nézet-Séguin, direttore d'orchestra canadese (Montréal, n. 1975)

## Fumettisti(1)
- Yannick Hodbert, fumettista francese (Libourne, n. 1944)

## Giocatori di football americano(2)
- Yannick Mayr, giocatore di football americano austriaco (Oberndorf bei Salzburg, n. 1996)
- Yannick Ngakoue, giocatore di football americano statunitense (Washington, n. 1995)

## Hockeisti su ghiaccio(1)
- Yannick Weber, hockeista su ghiaccio svizzero (Morges, n. 1988)

## Lottatori(1)
- Yannick Szczepaniak, ex lottatore francese (Sarreguemines, n. 1980)

## Musicisti(1)
- Yannick Dauby, musicista francese (n. 1974)

## Nuotatori(2)
- Yannick Agnel, ex nuotatore francese (Nîmes, n. 1992)
- Yannick Lebherz, ex nuotatore tedesco (Darmstadt, n. 1989)

## Pallavolisti(1)
- Yannick Bazin, pallavolista francese (Fontenay-aux-Roses, n. 1983)

## Pattinatori artistici su ghiaccio(1)
- Yannick Kocon, pattinatore artistico su ghiaccio francese (Évry, n. 1986)

## Piloti automobilistici(1)
- Yannick Dalmas, ex pilota automobilistico francese (Le Beausset, n. 1961)

## Piloti motociclistici(2)
- Yannick Deschamps, pilota motociclistico francese (Revin, n. 1983)
- Yannick Guerra, pilota motociclistico spagnolo (Losanna, n. 1988)

## Politici(1)
- Yannick Jadot, politico e attivista francese (Clacy-et-Thierret, n. 1967)

## Rugbisti a 15(4)
- Yannick Bru, ex rugbista a 15 e allenatore di rugby a 15 francese (Auch, n. 1973)
- Yann Delaigue, ex rugbista a 15 francese (Tolone, n. 1973)
- Yannick Jauzion, rugbista a 15 francese (Vénès, n. 1978)
- Yannick Nyanga, ex rugbista a 15 francese (Kinshasa, n. 1983)

## Scacchisti(2)
- Yannick Gozzoli, scacchista francese (Marsiglia, n. 1983)
- Yannick Pelletier, scacchista svizzero (Bienne, n. 1976)

## Schermidori(1)
- Yannick Borel, schermidore francese (Pointe-à-Pitre, n. 1988)

## Sciatori alpini(2)
- Yannick Bertrand, ex sciatore alpino francese (Thonon-les-Bains, n. 1980)
- Yannick Chabloz, sciatore alpino svizzero (n. 1999)

## Scrittori(1)
- Yannick Haenel, scrittore francese (Rennes, n. 1967)

## Scrittrici(1)
- Yannick Grannec, scrittrice francese (n. 1969)

## Slittinisti(1)
- Yannick Müller, slittinista austriaco (n. 1999)

## Tennisti(2)
- Yannick Hanfmann, tennista tedesco (Karlsruhe, n. 1991)
- Yannick Maden, ex tennista tedesco (Stoccarda, n. 1989)

## Velocisti(2)
- Yannick Fonsat, velocista francese (Parigi, n. 1988)
- Yannick Lesourd, velocista francese (Dreux, n. 1988)